# Andersdorf

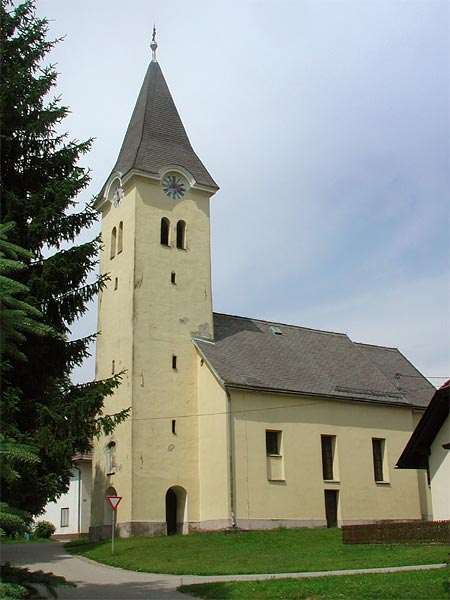
Filialkirche Andersdorf

Andersdorf ist ein österreichisches Dorf in der Gemeinde St. Georgen im Lavanttal im Bezirk Wolfsberg in Kärnten, in Österreich. Der Ort hat 98 Einwohner (Stand 2024).
Der Ort wurde als Entrichsdorf im Jahre 1091 erstmals urkundlich erwähnt. Der Ortsname wechselte 1754 zu Einersdorf und 1781 zu Andersdorf.
Die Filialkirche Heilig Kreuz in Andersdorf ist ein barocker Bau mit vorgestelltem Westturm. Sie wurde 1497 erstmals urkundlich erwähnt und gehörte ursprünglich zur Pfarre Lavamünd, bevor sie 1786 St. Georgen im Lavanttal zugeteilt wurde.